# Школьный лес
Заповедник «Школьный лес» (болг. Училищна гора) расположен в районе села Боженица, община Ботевград. Ближайшими к заповеднику населенными пунктами являются Боженица (2,3 км), Липница (4,3 км), Скравена (5 км). Площадь территории ландшафтного заповедника составляет 1346,842 аров. 15 октября 1999 года. министерство окружающей среды и водных ресурсов установило статус заповедника «Школьная гора» как природоохранный заповедник с целью поддержания и сохранения дубового леса с 200-летними деревьевями высотой более 30 м..

## Рельеф
Рельеф низкогорный, разветвленный с ярко выраженными хребтами и оврагами. Наибольшая высота над уровнем моря составляет 820 м, а наименьшая — 425 г. Разница около 395 м означает, что большая часть заповедника имеет крутой рельеф.

## Климат
Зимой самый холодный месяц — январь со средней температурой воздуха −1.9oС. Весна относительно теплая. В июле и августе средние температуры не очень высокие — около 20,8oС. Осень теплая, со средней температурой октября от 11,0oС. Годовая температурная амплитуда около 11,2oC.
Большую часть года в районе заповедника «Школьная гора» дуют сильные ветры, со средней скоростью более 7 м/сек. Наиболее ветреные зимние месяцы, а наименьшая скорость ветра наблюдается в августе. Преобладают юго-западные и западные ветры.

## Почвы
Грунт относится к типу лёссовидных (Luvisols). Этот тип почвы характеризуются элювиальным глинистым горизонтом, сформировавшимся вследствие накопления глины и ила, механическим отделением от верхнего горизонта.

## Биологическое разнообразие
На территории заповедника «Школьная гора» выявлено 39 видов мхов, 20 видов лишайников, 41 вид грибов, 207 видов высших растений и 73 вида лекарственных растений. Встречаются около 100 видов беспозвоночных, для ихтиофауны нет условий, 21 вид амфибий и рептилий, 62 вида птиц, 19 видов млекопитающих и 20 видов летучих мышей.

## Грибы
На этой территории зарегистрирован и определен 41 вид грибов: 12 видов из отдела Ascomycota и 29 видов из отдела Basidiomycota (базидиальные грибы). По количеству видов преобладают семейства Polyporaceae и Xylariaceae — по 6 видов.
Зарегистрировано 2 охранно значимых виды макромицетивов, которые значатся в красном списке грибов Болгарии, а именно: (Hericium cirrhatum) — уязвимый вид и Lenzites warnieri — почти вымирающий вид.

## Флора

### Мхи

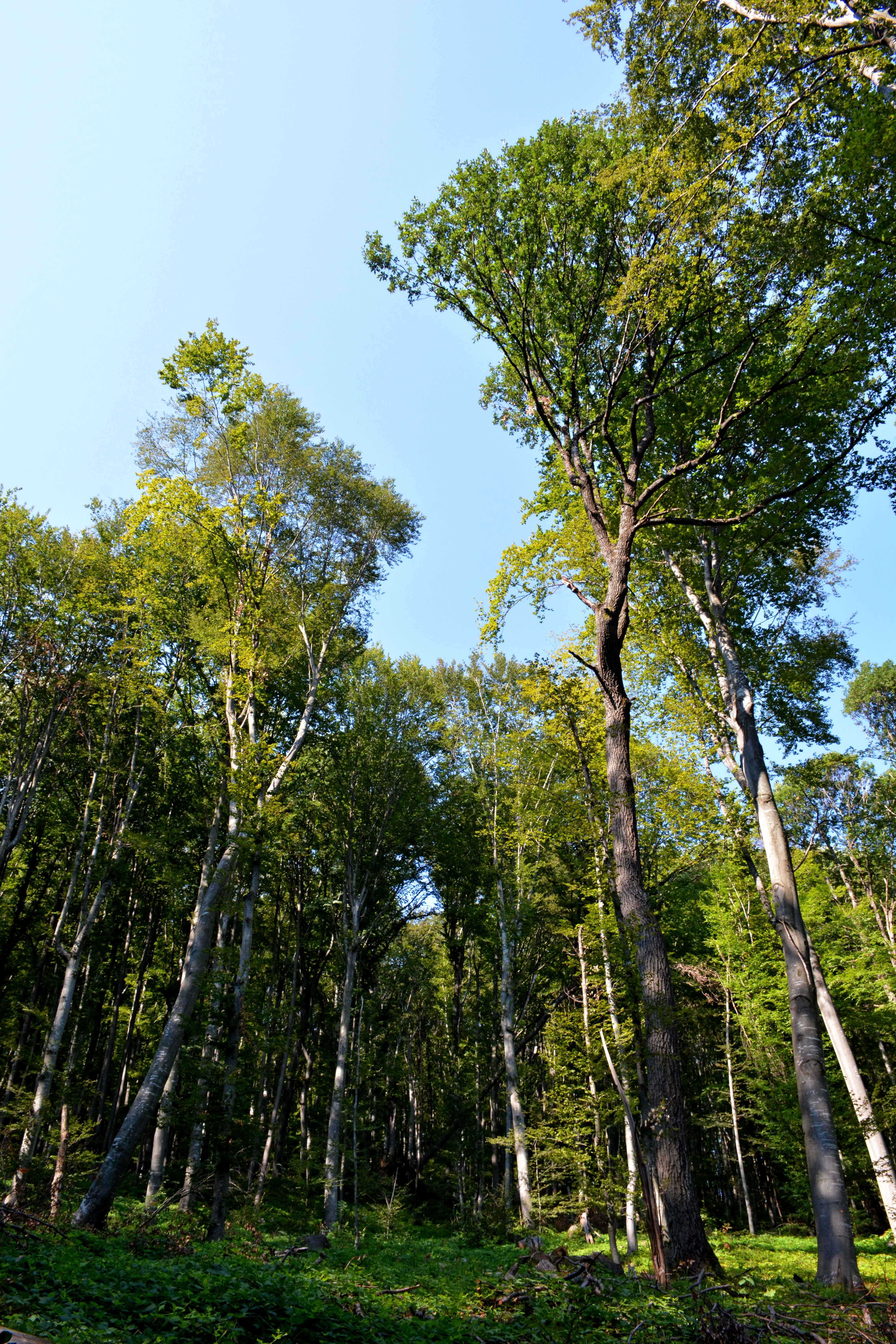

На территории заповедника «Школьная гора» выявлено 39 видов мхов, из которых 6 видов печеночников, отдел Marchantiophyta и 33 вида мхов из отдела Bryophyta. Они принадлежат к 26 семействам. В заповеднике встречается 5 видов с природоохранной ценностью, включены в Красный список мхов Болгарии. Из них два вида находятся под угрозой исчезновения, один почти исчез, и про два вида не хватает данных. Места распространения мхов в заповеднике относительно разнообразны и находятся в хорошем состоянии. Основные негативные факторы природного характера связаны с глобальными и локальными засухами, что приводит к уменьшению числа видов, а также ветровалы, через которые нарушается микроклимат и уничтожаются соответствующие субстраты для ряда видов мхов.

### Высшие растения
В целом насчитывается 207 видов высших растений из 185 родов и 60 семейств. Вид растительности в заповеднике «Школа леса» определяется смешанным лиственным лесом с богатым видовым составом.